# Flick Shagwell
Flick Shagwell (Londres, 3 de marzo de 1979) es el nombre artístico de una actriz pornográfica británica.
Shagwell nació y creció en la zona de Wimbledon en el área de Londres. Comenzó con videos "pro-am" en el año 2000, incluyendo la serie Dirty Debutants de Ed Powers.
Se reportó que "Flick" fue puesto por uno de sus exnovios, quien dijo que le recordaba a Flik, el personaje principal de la película animada A Bug's Life. "Shagwell" es una referencia al personaje Felicity Shagwell de la serie de películas Austin Powers.
Shagwell inició un descanso del porno en diciembre de 2006, siendo maquilladora hasta junio del 2007.

## Premios
Shagwell ha ganado los siguientes premios:
- 2004, AVN, Mejor escena lésbica por The Violation of Jessica Darlin
- 2003, AVN, Mejor escena de sexo oral por Lady Fellatio: In the... Dog House!